# دائرة العامرة
دائرة العامرة إحدى دوائر ولاية عين الدفلى الجزائرية . عاصمتها هي العامرة وتضم بلديات : 
- العامرة
- عريب
- المخاطرية